# Adélaïde Hautval
Adélaïde Haas Hautval (1 de enero de 1906 - 17 de octubre de 1988) fue una médica y psiquiatra francesa que fue encarcelada en el campo de concentración de Auschwitz, donde proporcionó atención médica a prisioneros judíos y se negó a cooperar con la experimentación médica nazi. Fue nombrada Justa entre las Naciones en 1965.

## Primeros años
Hautval nació en 1906 en Le Hohwald, Alsacia, Francia. Ella fue la menor de siete hijos de un padre pastor protestante. Estudió medicina en la Universidad de Estrasburgo y se formó en psiquiatría en varias instalaciones psiquiátricas en Francia y Suiza. En 1938, regresó a Le Hohwald para trabajar en un hogar para niños discapacitados, y en 1940, cuando comenzó la ocupación alemana de Francia, estaba trabajando en una clínica en el suroeste de Francia.

## Arresto y encarcelamiento

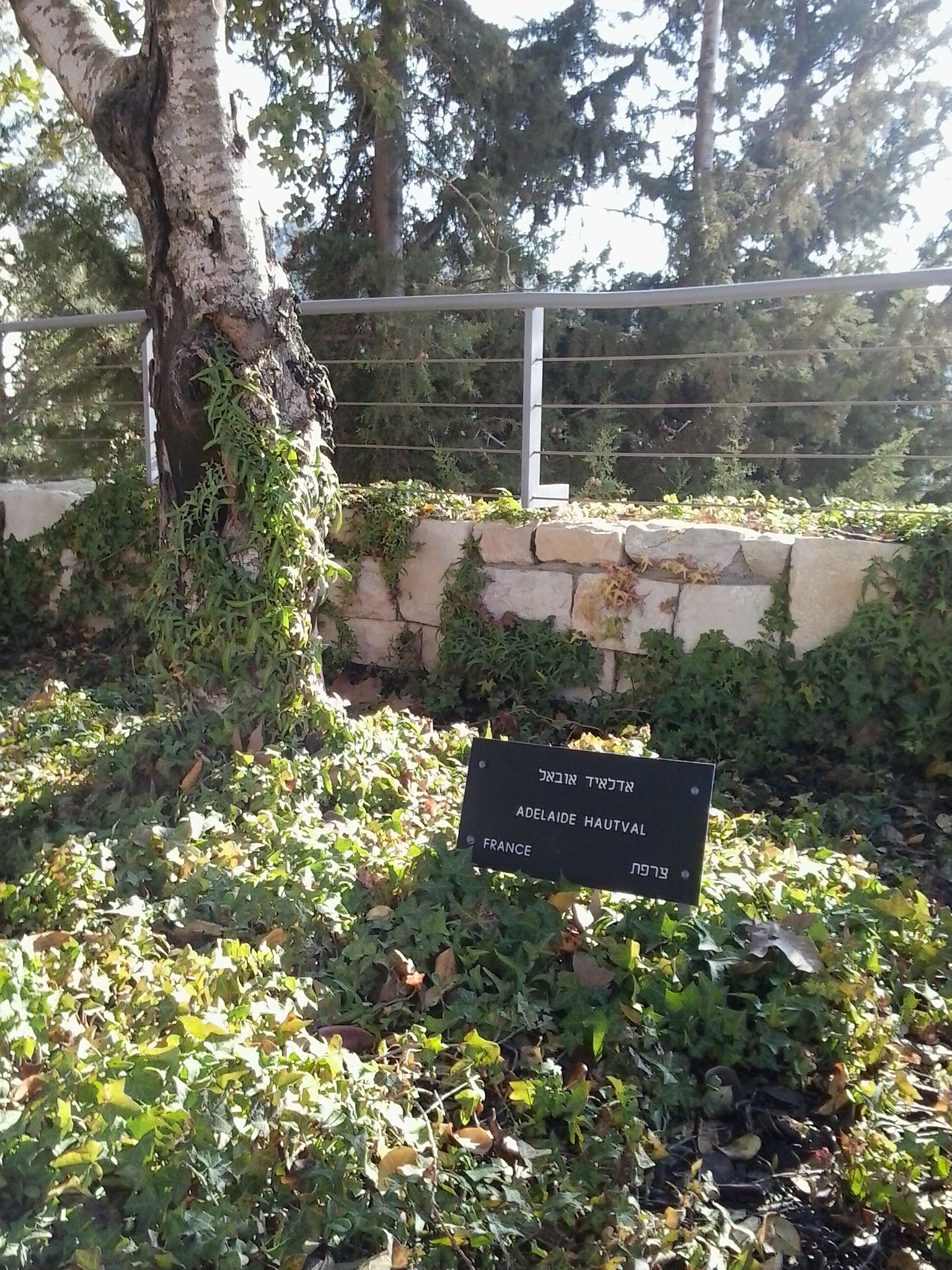
El árbol plantado en Yad Vashem en honor a los Justos de las Naciones Adélaïde Hautval

Después de enterarse de la muerte de su madre en París en 1942, Hautval pidió permiso para viajar al París ocupado por los nazis para asistir al funeral de su madre. Cuando su solicitud fue denegada, decidió cruzar ilegalmente a la zona de ocupación alemana; fue arrestada y encarcelada en Bourges con varios prisioneros judíos. En repetidas ocasiones defendió a los prisioneros judíos ante la Gestapo por lo cual fue obligada a llevar un letrero prendido en su ropa que decía "amiga de los judíos" al estilo de las insignias amarillas que llevan los prisioneros judíos. Fue trasladada a varios campos de tránsito para deportados judíos, pasando por los campos de internamiento de Pithiviers, Beaune-la-Rolande y Fort de Romainville antes de llegar al campo de concentración de Auschwitz en enero de 1943 con 230 prisioneras políticas francesas, en lo que se conoció como Convoi des 31000.
En Auschwitz, el médico jefe Eduard Wirths le pidió a Hautval que practicara ginecología; ella estuvo de acuerdo hasta que descubrió que se estaban realizando experimentos médicos en mujeres judías con la intención de esterilizarlas mediante el uso de rayos X o la extirpación quirúrgica de los ovarios.  En su barraca, era conocida como "la santa" debido a la atención médica que brindaba a los prisioneros judíos en secreto. Fue trasladada al Campo de concentración de Ravensbrück en agosto de 1944, donde permaneció hasta que fue liberada por los aliados en abril de 1945.

## Vida posterior y legado
Después de ser liberada de Ravensbrück, Hautval regresó a su práctica médica en Francia. Dio testimonio en el juicio por difamación de 1964 Dering v Uris, en el que Wladislaw Dering demandó al novelista Leon Uris por mencionarlo como uno de los médicos que realizaban experimentos médicos en Auschwitz. Si bien Dering afirmó que los médicos que se negaron a cumplir con los experimentos nazis habrían sido asesinados, Hautval testificó que había rechazado las órdenes de los funcionarios de Auschwitz y aún había sobrevivido. El juez británico que presidió el juicio, Frederick Lawton, describió a Hautval como "quizás una de las mujeres más impresionantes y valientes que jamás haya prestado testimonio en los tribunales de este país". En 1965, Yad Vashem la honró como Justa entre las Naciones.
Hautval se suicidó en 1988. Sus memorias, que había completado en 1987, fueron publicadas póstumamente en 1991 bajo el título Médecine et crímenes contre l'humanité (Medicina y crímenes de lesa humanidad). En 1993, la calle que da a las clínicas médicas de la Universidad de Estrasburgo pasó a llamarse Hautval. En 2015, el Hospital Adélaïde-Hautval de París pasó a llamarse así en honor a su memoria.